# تومي فيكتور
تومي فيكتور (بالإنجليزية: Tommy Victor)‏ هو منتج أسطوانات ومغني وملحن وعازف قيثارة وشاعر أمريكي، ولد في 19 سبتمبر 1966 في نيويورك في الولايات المتحدة.

## وصلات خارجية
- تومي فيكتور على موقع ميوزك برينز (الإنجليزية)
- تومي فيكتور على موقع أول ميوزيك (الإنجليزية)
- تومي فيكتور على موقع ديسكوغز (الإنجليزية)